# Calau paput
El calau paput (Rhabdotorrhinus corrugatus) és una espècie d'ocell de la família dels buceròtids (Bucerotidae) que habita boscos de les terres costaneres de la Península Malaia, Sumatra i Borneo.